# 慈道法親王
慈道法親王（じどうほっしんのう、弘安5年（1282年）- 興国2年4月11日（1341年4月27日））は、鎌倉時代後期から南北朝時代にかけての法親王。父は亀山天皇。母は平時仲の娘帥典侍。法号は青竜院・十楽院。

## 略歴
永仁3年（1295年）、青蓮院に入り、同年親王宣下を受けた。その後法住寺座主・青蓮院門跡となり、正和3年（1314年）以後は3度天台座主に任じられている。またその間四天王寺別当をも務めている。当時、青蓮院は2派に分かれており、対立派は尊円法親王を擁しており、鎌倉幕府や朝廷の介入もあって門跡の地位を争った。正和3年（1314年）に門主が尊円から慈道に移り、元徳元年（1329年）に鎌倉幕府の意向に従った後醍醐天皇の綸旨によって再び尊円が門主となるが、元弘3年（1333年）の鎌倉幕府の滅亡に伴って尊円の門跡の地位は止められて慈道が復帰する。その後の後醍醐天皇の仲裁によって建武2年（1335年）に慈道が尊円を後継者として青蓮院を譲ることで合意し、長かった紛争に終止符を打った。
和歌に秀で、「新後撰和歌集」以下の勅撰和歌集に入集している。また、家集に「慈道親王集」がある。